# Bronzeflügelspecht
Der Bronzeflügelspecht (Colaptes aeruginosus) ist eine Vogelart aus der Familie der Spechte (Picidae).
Früher wurde die Art der Gattung Eigentliche Bänderspechte (Piculus) zugeordnet. Einige Quellen betrachten sie als Unterart (Ssp.) Colaptes rubiginosus aeruginosus des Olivmantelspechts (Colaptes rubiginosus). So Birds of the World.

Ausbreitungsgebiet des Bronzeflügelspechtes

Der Vogel ist endemisch im Nordosten Mexikos von Tamaulipas bis Veracruz.
Lebensraum, Verhalten, Stimme und Lebensweise dürften mit denen des Olivmantelspechts (Colaptes rubiginosus) vergleichbar sein.
Das Artepitheton kommt von lateinisch aeruginosus ‚rostig, rostfarben‘.
Die Art ist monotypisch.

## Gefährdungssituation
Die Art gilt als nicht gefährdet (Least Concern).